# Jules Guéron
Jules Guéron (* 2. Juni 1907 in Tunis; † 11. Oktober 1990 in Paris) war ein französischer Chemiker, der eine wichtige Rolle im französischen Kerntechnik-Programm hatte.
Die Eltern von Guéron waren beide Lehrer der Alliance universelle in Tunis. Guéron besuchte das Lycée Charlemagne in Paris und studierte Chemie an der Sorbonne und wurde 1935 bei Marcel Guichard in Physikalischer Chemie promoviert. Er war einer der ersten Chemiker, die durch die damals neu gegründete CNRS gefördert wurden und ging nach der Promotion als Dozent nach Straßburg. Er wandte sich an das CNRS um Finanzierung, da ihm verweigert wurde, seine für die Promotion gebauten experimentellen Apparaturen mitzunehmen und bei dieser Gelegenheit traf er auch erstmals Lew Kowarski. In Straßburg war der Physiker Jacques Yvon ein Kollege und er hörte damals erstmals durch einen Vortrag von Frédéric Joliot 1939 von der gerade entdeckten Kernspaltung. Zuvor hatte er sich mit etwas ganz anderem (chemischer Kinetik) befasst. 1939 wurde er eingezogen (und wurde dabei auch 1940 zu einer Einkaufstour von Labormaterial in die USA geschickt) und folgte 1940 dem Aufruf von General de Gaulle nach London als Teil der Forces françaises libres. Dort wirkte er in Cambridge und dann in Kanada am Tube Alloy Project der Briten und Kanadier mit, die Reaktoren und die Atombombe zu entwickeln. Weitere beteiligte Franzosen waren Bertrand Goldschmidt, Pierre Auger, Hans von Halban, Lew Kowarski. Ziel war der Bau von Schwerwasserreaktoren und die Gewinnung von erbrütetem Plutonium, wobei Guéron in der Abteilung Chemie in Montreal und Chalk River arbeitete. In der französischen Gruppe hatte man auch Kontakte zum amerikanischen Manhattan Project und man war besorgt über die gegenüber den Amerikanern sehr reservierten Haltung von de Gaulle. Guéron klärte schließlich in einem Gespräch, das er erwirkte,  in Montreal im Juli 1944 mit de Gaulle diesen über die unmittelbar bevorstehende Fertigstellung der amerikanischen Atombombe und deren Auswirkungen auf.
1945 war er an der Gründung der CEA beteiligt, der französischen Atomenergiekommission, und leitete die Abteilung Chemie. 1951 wurde er erster Direktor von deren Forschungszentrum in Saclay. 1958 bis 1968 war er Generaldirektor für Forschung und Unterricht von Euratom. 1970 bis 1978 war er Professor an der Universität Paris-Süd. Außerdem beriet er 1976 bis 1981 in Framatome. Er starb an einem Herzanfall während er auf der Straße Spazieren ging.
1960 bis 1969 war er Sekretär der Internationalen Kommission für Atomgewichte und Isotophäufigkeiten (CIAAW) der IUPAC. Er war Offizier der Ehrenlegion.
Sein Schwager Étienne Hirsch war ein hoher französischer Beamter und Präsident von Euratom.

## Schriften
- Ozone. Masson 1931
- The Economics of Nuclear Power, Pergamon Press 1956
- L'Énergie nucléaire,Presses Universitaires de France 1973.
- Les matériaux nucléaires, Presses Universitaires de France 1977.